# Constantino Tornício (sebastocrator)
Constantino Tornício ou Tornice (em grego: Κωνσταντῖνος Τορνίκιος/Τορνίκης) foi um aristocrata e funcionário bizantino do século XIII, ativo durante o reinado dos imperadores João III Ducas Vatatzes (r. 1222–1254), Teodoro II Láscaris (r. 1254–1258) e Miguel VIII Paleólogo (r. 1259–1282).

## Vida

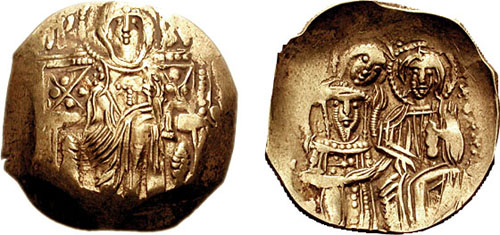
Hipérpiro de r.

Constantino era um descendente da família Tornício de origem armênia ou georgiana. Seu pai, Demétrio Tornício, foi mesazonte na corte de Niceia durante o reinado de Teodoro I Láscaris (r. 1204–1222), onde desempenhou um papel importante. Tornou-se grande primicério no reinado de João III Ducas Vatatzes (r. 1222–1254), cargo que perdeu sob Teodoro II Láscaris (r. 1254–1258), quando caiu temporariamente em desgraça devido a sua relação com a família Paleólogo.
No entanto, voltou a proeminência depois da morte de Teodoro II, quando sua filha se casou com João Paleólogo, grande doméstico e irmão de Miguel VIII Paleólogo (r. 1259–1282), enquanto em 1259 recebeu o título de sebastocrator. Sua segunda filha casou-se com João Ducas, filho de Miguel II do Epiro (r. 1230–1266/1268). Depois que Constantinopla foi reconquistada pelos bizantinos (1261), a família Tornício regressou à capital, onde Constantino aparece em 1264 como eparca, enquanto que em 1266 aparece como céfalo de Salonica.